# تپه چاه ۲۵
تپه چاه ۲۵ مربوط به عصر آهن - سده‌های اولیه و میانه دوران‌های تاریخی پس از اسلام است و در شهرستان کبودرآهنگ، دهستان سبزدشت، ۲/۵ کیلومتری جنوب شرق روستای عین آباد واقع شده و این اثر در تاریخ ۷ اسفند ۱۳۸۶ با شمارهٔ ثبت ۲۱۶۴۲ به‌عنوان یکی از آثار ملی ایران به ثبت رسیده است.